# Dendrología
Este artículo se refiere al estudio científico de las plantas arbóreas. Para el estudio matemático de los grafos llamados árboles, véase Teoría de los grafos
La dendrología (griego antiguo: δένδρον, dendron, «árbol» y griego antiguo: -λογία, -logia, ciencia o estudio de) o xilología (griego antiguo: ξύλον, ksulon, «madera») es la ciencia y el estudio de las plantas arboladas (árboles, arbustos y lianas), específicamente sus clasificaciones taxonómicas. 
La dendrología es la subcategoría de la botánica que se especializa en la caracterización e identificación de plantas leñosas. No existe un límite claro a nivel taxonómico entre la biología y la dendrología debido a que las plantas leñosas pueden pertenecer a familias de plantas no leñosas, es decir, estas familias pueden estar compuestas por miembros leñosos y no leñosos. Algunas familias incluyen solo algunas especies leñosas. 
La dendrología, como disciplina de la silvicultura industrial, tiende a centrarse en la identificación de plantas leñosas económicamente útiles y sus interrelaciones taxonómicas. Como un curso académico de estudio, la dendrología incluirá todas las plantas leñosas, nativas y no nativas, que se producen en una región.
La dendrocronología es la investigación de la historia del árbol examinando sus anillos de crecimiento, es un aspecto específico que rinde además frutos para el conocimiento de la variación del clima reciente, aplicado a especímenes actuales, y pasado, cuando se examinan troncos fósiles.